# Tindarió
Tindarió  (en llatí Tyndarion, en grec antic Τυνδαρίων) fou tirà de Tauromenium a Sicília al segle III aC.
Va convidar el rei Pirros de l'Epir a venir des d'Itàlia el 278 aC. Quan el rei desembarcà a la ciutat, Tindarió va posar les seves forces al seu servei. En parlen Diodor de Sicília i Plutarc.